# Dendrelaphis inornatus
Dendrelaphis inornatus es una especie de serpientes de la familia Colubridae.

## Distribución geográfica yhábitat
Es endémica de las islas menores de la Sonda (Indonesia y Timor Oriental); se encuentra desde Sumbawa hasta Wetar y desde Sumba hasta Timor.